# 曽根清美
曽根 清美（そね きよみ、6月13日 - ）は、日本の女優、ナレーター。東京都出身。シグマ・セブン所属。以前は子役として活動していた。

## 出演作品

### ナレーション
NHK
- 忍たまがやってくる（1996年 - 2005年）
- 世界美術館紀行（2003年 - 2006年）
- 10min's BOX

TBS
- ビジネスズームアップ（1988年 - 2002年）

テレビ朝日
- みごろ!たべごろ!ナントカカントカ（2003年）

CS
- パワームービー プロモ
- ムービーブレイク

### 女優業

#### 映画
- あゝ野麦峠（1979年）

#### テレビドラマ
- 巨獣特捜ジャスピオン（1985年 - 1986年） - 南原かの子 役
- わが子よVI（1986年）
- 仮面ライダーBLACK（1987年） - 速水恵子 役
- 春燈（1989年）
- ママハハ・ブギ（1989年）
- コンプレックス 可愛いコになれない（1989年）
- はいすくーる落書 スペシャルだぜ! テメェら、カッコつけんじゃねェ!（1989年）
- 予備校ブギ（1990年）
- 赤頭巾ちゃんに気をつけて（1990年）
- 長七郎江戸日記 第3シリーズ 第12話「居候は暴れん坊」（1991年） - お悠 役